# Oslobođenje
 Ovo je glavno značenje pojma Oslobođenje. Za srpsku ratnu varijantu lista pogledajte Oslobođenje (Istočno Sarajevo).
Oslobođenje, najstarije su bosanskohercegovačke dnevne novine. List je pokrenuo Rodoljub Čolaković 1943. godine u 
Donjoj Trnovi pokraj Ugljevika.

## Povijest
Oslobođenje je osnovao Rodoljub Čolaković. Prvi broj je tiskan 30. kolovoza 1943. godine u mjestu Donja Trnova pokraj Ugljevika kao glasilo Narodnooslobodilačkog fronta za Bosnu i Hercegovinu. Drugi (rujanski) broj, tiskan je također u Donjoj Trnovi, bez oznake mjesta izdavanja i tiskanja zbog opasnosti od neprijateljskog napada. List je u toku NOB-a tiskan još u Tuzli (treći, listopadski broj), selu Busije kod Ribnika (četvrti, peti, šesti i sedmi broj), u Međeđem Brdu kod Sanice (od osmog do 12. broja) i u Jajcu (od 13. do 29. broja). Dana 12. travnja 1945. izlazi 30. broj Oslobođenja, posljednji u Drugom svjetskom ratu, koji je tiskan u Sarajevu, koje je od tada sjedište ove novine. 
Za vrijeme Drugog svjetskog rata, novine su izlazile dva puta mjesečno, a od 7. listopada do 9. travnja 1945. godine izdavale su se u Jajcu.  Godine 1945., 12. travnja počinju izlaziti u Sarajevu, kao tjednik, a od 1. siječnja 1947. godine kao dnevni list.
Josip Broz Tito je 30. kolovoza 1973. godine uputio čestitke Listu povodom 30-godišnjice izlaženja. Tada je ustanovljen Dan Oslobođenja – 30. kolovoz.
Zlatno vrijeme Oslobođenja nastupilo je u veljači 1984. Oslobođenje je bilo uključeno u samu kandidaturu za Olimpijadu, njene pripreme i realizaciju. Svi kapaciteti kuće, koja je 1984. imala oko 2.500 uposlenih, stavljeni su u funkciju ovog povijesnog ne samo športskog događaja. U dane XIV. zimskih olimpijskih igara Oslobođenje je dostiglo najveće tiraže, a cijeli sustav veliki poslovni uspjeh. Godine 1984. Oslobođenje s 21 izdanjem ostvarila je 126 milijuna tiskanih primjeraka novina, revija, publikacija i knjiga. Bila je to godina najveće proizvodnje za tiskarnicu Oslobođenja od instaliranja nove rotacije 1980. u Nedžarićima.
Za vrijeme rata u Bosni i Hercegovini, novine su povremeno tiskane, a uposlenici Oslobođenja su svoje poslove obavljali u improvizovanom studiju u skloništu nakon što je njihova poslovna zgrada uništena. Pet radnika Oslobođenja je poginulo u ratu, a njih 25 je ranjeno. Ubijeni su, između ostalih, dopisnik iz Zvornika Kjašif Smajlović, koji je bio prva novinarska žrtva tijekom rata, fotoreporter Salko Honda, koji je ubijen dok je fotografirao Sarajlije u redu za vodu, te službenica Zuhra Bešić, koja je ubijena na povratku s posla kući. Više od 20 novinara i radnika Oslobođenja je teže i lakše ranjeno, neki od njih od snajperskih hitaca u samoj zgradi Oslobođenja, koja je zapaljena i srušena.
Dana 29. svibnja 1992. godine, zapaljena je zgrada Oslobođenja, prvi, ali ne i posljednji put. Agresor mjesecima nije odustajao od cilja da onemogući i opstruira rad ovih novina. Zgrada Oslobođenj s dimom i prašinom otišla je u beskraj. Ipak, ostali su ljudi. Niko nije očekivao sljedećeg jutra izlazak novog broja. Međutim, u 6 sati ujutro na prvoj stranici objavljena je vijest s fotografijom o požaru i porukom: Oslobođenje ide dalje.
Tri mjeseca kasnije zgrada Oslobođenja zapaljena je drugi put. Nakon ovog napada dva nebodera ovog zdanja konačno su, i zauvijek, srušena.
U povijesti novinarstva nikada se prije nije desilo da jedan list, kao što je to bio slučaj s Oslobođenjem, tako dugo stvara i tiska na samoj prvoj liniji i u opkoljenom Sarajevu od travnja 1992. do studenog 1995. Hrabrost ljudi koji su stvarali Oslobođenje u tim godinama i zajednički rad redakcije u multietničkom sastavu ulijevali su nadu građanima Bosne i Hercegovine da će sloboda uskoro svanuti, a u svijetu izazivali divljenje i solidarnost. 21.800.000 primjeraka bio je tiraž Oslobođenja 16. rujna 1993. godine, kada je ovaj list kao prilog tiskan na 40 jezika u najuglednijim listovima planete.
Dana 9. travnja 1993. među mnogima iz svijeta, Oslobođenje je posjetio tadašnji američki senator Joe Biden. Domaćin mu je bio u to vrijeme glavni i odgovorni urednik Oslobođenja Kemal Kurspahić. 
Oslobođenje je 2006. putem Sarajevske burse kupila  Sarajevska pivara. Uz dnevni list Oslobođenje, ova medijska kuća danas izdaje i mjesečnik Dani, te digitalne platforme - portal Oslobođenja i Sport1. U sklopu ove korporacije nalazi se i  Dječja štampa (Male novine, Vesela sveska, Vesela sveska sveznalica),, ali i televizije O kanal, O kanal Plus i O kanal Music. Na 79. godišnjicu Oslobođenja, 2022. godine list je pokrenuo dvije novinarske nagrade. Nagrada Kemal Kurspahić je međunarodnog karaktera i za nju mogu konkurirati novinari čiji su radovi objavljeni u medijima na bošnjačkom, crnogorskom, hrvatskom i srpskom jeziku. Koji su svojim novinarskim angažmanom doprinijeli borbi za istinu, demokraciju i ljudska prava. Žiri odlučuje o tri najbolja prijavljena rada koji će, shodno rangiranju, biti nagrađeni sa 7000 KM, odnosno 5000 i 3000 KM. Nagrada Hamza Bakšić je samo jedna i uvjet za konkurs je rad u korporaciji Oslobođenje. Obje će nagrade biti prvi put dodijeljene na 80. godišnjicu Oslobođenja.

## Nagrade
- Nagrada Kluba europskih rektora za borbu protiv ksenofobije
- Nagrada fondacije Alfons Kamin, Barcelona, Španjolska
- Nagrada za dostignuća u novinarstvu agencije Inter Press Service
- Nagrada za ljudska prava "Saharov" (1993.)
- Međunarodna nagrada za slobodu štampe (1995.)
- Nagrada slobode 1993. godine, koju su dodijelili skandinavski listovi Dagens Nyheter (Stockholm) i Politiken (Kopenhagen)
- Za izuzetnu odanost istini i slobodi Oslobođenju dodijeljena nagrada Oskar Romero, od katoličke zaklade The Rothko Chapel iz Houston, Teksasa SAD (1993.)
- List godine u Velikoj Britaniji (1992.)
- Slobodna Dalmacija proglasila je Oslobođenje najboljom novinom u SFRJ (1989.)
- Šestotravanjska nagrada Grada Sarajeva (1984.)
- Orden rada s crvenom zastavom (1983.)
- Nagrada ZAVNOBiH (1976.)
- Nagrada Zlatni Merkur, koju dodjeljuje Međunarodni komitet za razvoj i međunarodnu suradnju u Rimu (1977.)
- Orden bratstva i jedinstva sa zlatnim vijencom (1963.)

## Vanjske poveznice
- Službena stranica Oslobođenja